# Herpyllis
Herpyllis uit Stageira was de maîtresse van Aristoteles nadat zijn vrouw Pythias was gestorven.   
Aristoteles en Herpyllis hadden een zoon Nicomachus, genoemd naar de vader van Aristoteles. Nicomachus was vrij jong toen Aristoteles zijn testament schreef, wat we af kunnen leiden uit het feit dat  Nicanor, Aristoteles' neef van zijn zuster Arimneste, als voogd werd aangewezen totdat Nicomachus volwassen werd.   
- Diogenes Laërtius. Leven en leer van beroemde filosofen. ISBN 9789055738939, door R Ferwerda vertaald
- (de)  Eduard Zeller. Aristoteles und die alten Peripatetiker.